# Grand Prix SAR La Princesse Lalla Meryem 2015
Grand Prix SAR La Princesse Lalla Meryem 2015 — професійний тенісний турнір, що проходив на кортах з ґрунтовим покриттям. Це був 15-й за ліком турнір. Належав до серії International у рамках Туру WTA 2015. Відбувся в Royal Tennis Club de Marrakech у Марракеші (Марокко). Тривав з 26 квітня до 2 травня 2015 року.

## Очки і призові

### Розподіл очок
| Дисципліна       | П   | Ф   | ПФ  | ЧФ | 1/8 | 1/16 | Q   | Q3  | Q2  | Q1  |
| Одиночний розряд | 280 | 180 | 110 | 60 | 30  | 1    | 18  | 14  | 10  | 1   |
| Парний розряд    | 280 | 180 | 110 | 60 | 1   | Н/Д  | Н/Д | Н/Д | Н/Д | Н/Д |

### Розподіл призових грошей
| Дисципліна       | П       | F       | ПФ      | ЧФ     | 1/8    | 1/16   | 1/32   | Q2   | Q1   |
| Одиночний розряд | $43,000 | $21,400 | $11,300 | $5,900 | $3,310 | $1,925 | $1,005 | $730 | $530 |
| Парний розряд    | $12,300 | $6,400  | $3,435  | $1,820 | $960   | Н/Д    | Н/Д    | Н/Д  | Н/Д  |

## Учасниці основної сітки в одиночному розряді

### Сіяні
| Країна      | Гравчиня               | Рейтинг1 | Сіяна |
| ----------- | ---------------------- | -------- | ----- |
| Іспанія     | Гарбінє Мугуруса       | 20       | 1     |
| Швейцарія   | Тімеа Бачинскі         | 22       | 2     |
| Італія      | Флавія Пеннетта        | 26       | 3     |
| Україна     | Еліна Світоліна        | 27       | 4     |
| Німеччина   | Мона Бартель           | 39       | 5     |
| Італія      | Роберта Вінчі          | 41       | 6     |
| Словаччина  | Анна Кароліна Шмідлова | 46       | 7     |
| Пуерто-Рико | Моніка Пуїг            | 47       | 8     |

- 1 Рейтинг подано станом на 20 квітня 2015

### Інші учасниці
Нижче наведено учасниць, які отримали вайлдкард на участь в основній сітці:
- Ріта Атік
- Дарія Касаткіна
- Гарбінє Мугуруса

Такі тенісистки потрапили в основну сітку як кваліфаєри:
- Марія Ірігоєн
- Тельяна Перейра
- Лаура Зігемунд
- Алісон ван Ейтванк

Як щасливий лузер в основну сітку потрапили такі гравчині:
- Уршуля Радванська

### Знялись з турніру
До початку турніру
- Кікі Бертенс → її замінила Лара Арруабаррена
- Заріна Діяс → її замінила Тімеа Бабош
- Александра Дулгеру → її замінила Донна Векич
- Кірстен Фліпкенс → її замінила Євгенія Родіна
- Юганна Ларссон → її замінила Татьяна Марія
- Франческа Ск'явоне (хвороба) → її замінила Уршуля Радванська
- Пен Шуай → її замінила Марина Еракович

## Учасниці основної сітки в парному розряді

### Сіяні
| Країна   | Гравчиня          | Країна  | Гравчиня               | Рейтинг1 | Сіяна |
| -------- | ----------------- | ------- | ---------------------- | -------- | ----- |
| Угорщина | Тімеа Бабош       | Франція | Крістіна Младенович    | 28       | 1     |
| Хорватія | Дарія Юрак        | Іспанія | Аранча Парра Сантонха  | 81       | 2     |
| Росія    | Олександра Панова | Чехія   | Рената Ворачова        | 92       | 3     |
| Румунія  | Ралука Олару      | Іспанія | Сільвія Солер Еспіноза | 124      | 4     |

- 1 Рейтинг подано станом на 20 квітня 2015

### Інші учасниці
Нижче наведено пари, які отримали вайлдкард на участь в основній сітці:
- Ріта Атік /  Зайнеб Ель-Хуарі
- Гіта Бенхаді /  Ілзе Хаттінг

## Переможниці

### Одиночний розряд
- Еліна Світоліна —  Тімеа Бабош, 7–5, 7–6(7–3)

### Парний розряд
- Тімеа Бабош /  Крістіна Младенович —  Лаура Зігемунд /  Марина Заневська, 6–1, 7–6(7–5)